# Lluvia orográfica

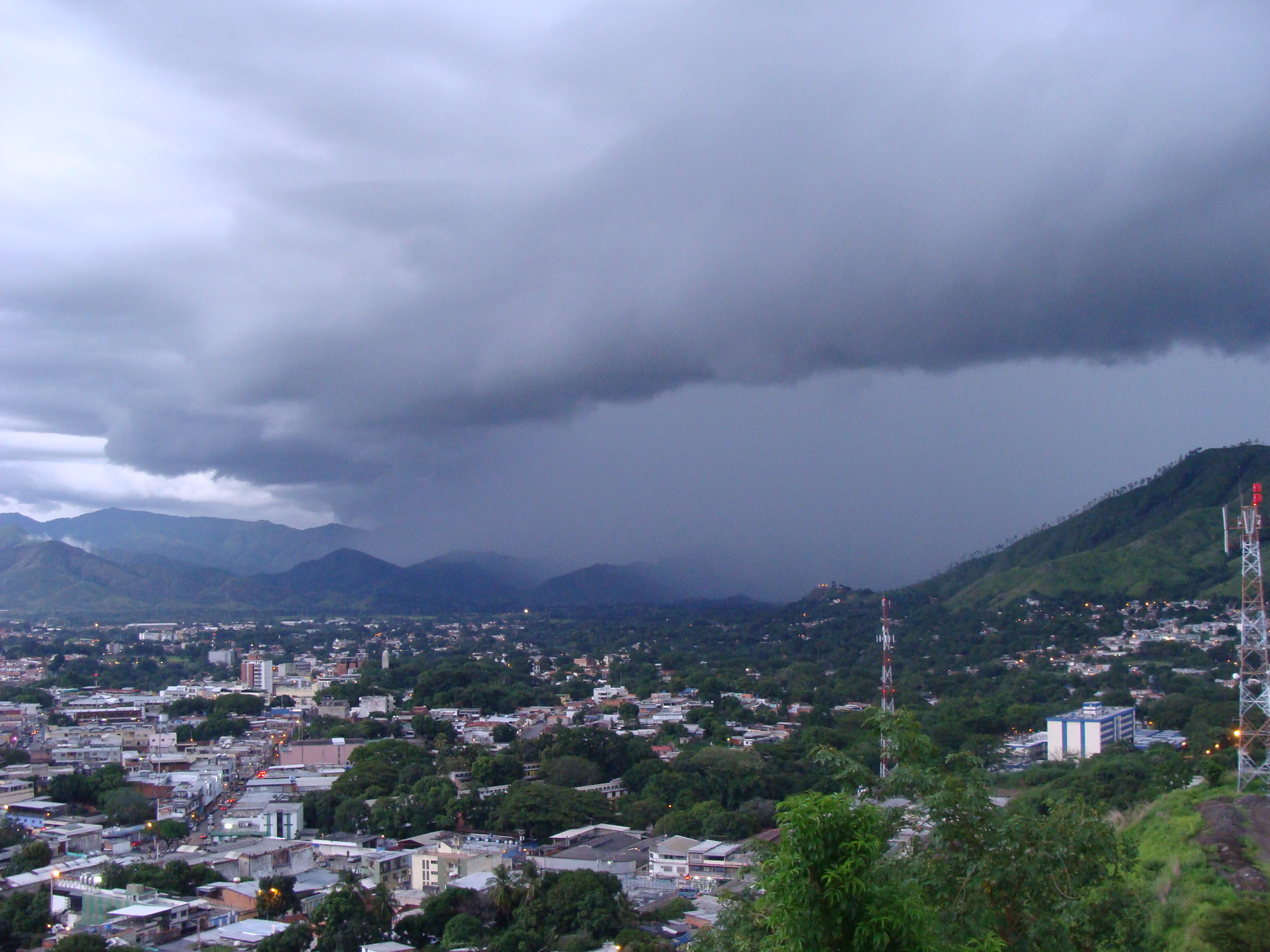
Tormenta producida por una nube del tipo cumulonimbo al penetrar en una angostura del valle del río Guárico al norte de San Juan de los Morros, en Venezuela.

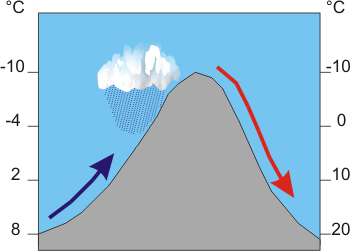
Esquema del efecto orográfico en la precipitación. Transporte ascendente de aire húmedo (azul oscuro) al encontrarse con un obstáculo orográfico; precipitación durante el ascenso en el lado de barlovento (azul claro) y descenso de aire seco y cálido en el lado de sotavento (marrón; efecto Föhn).

Formación de una cúpula fría y seca cuando el aire que asciende no puede alcanzar la cima del obstáculo. Este hecho se debe a que al ascender la masa nubosa a baja altura da origen a las lluvias orográficas por ser la vertiente o ladera de barlovento, con lo que el aire sigue ascendiendo pero se seca antes de llegar a la cima del relieve.

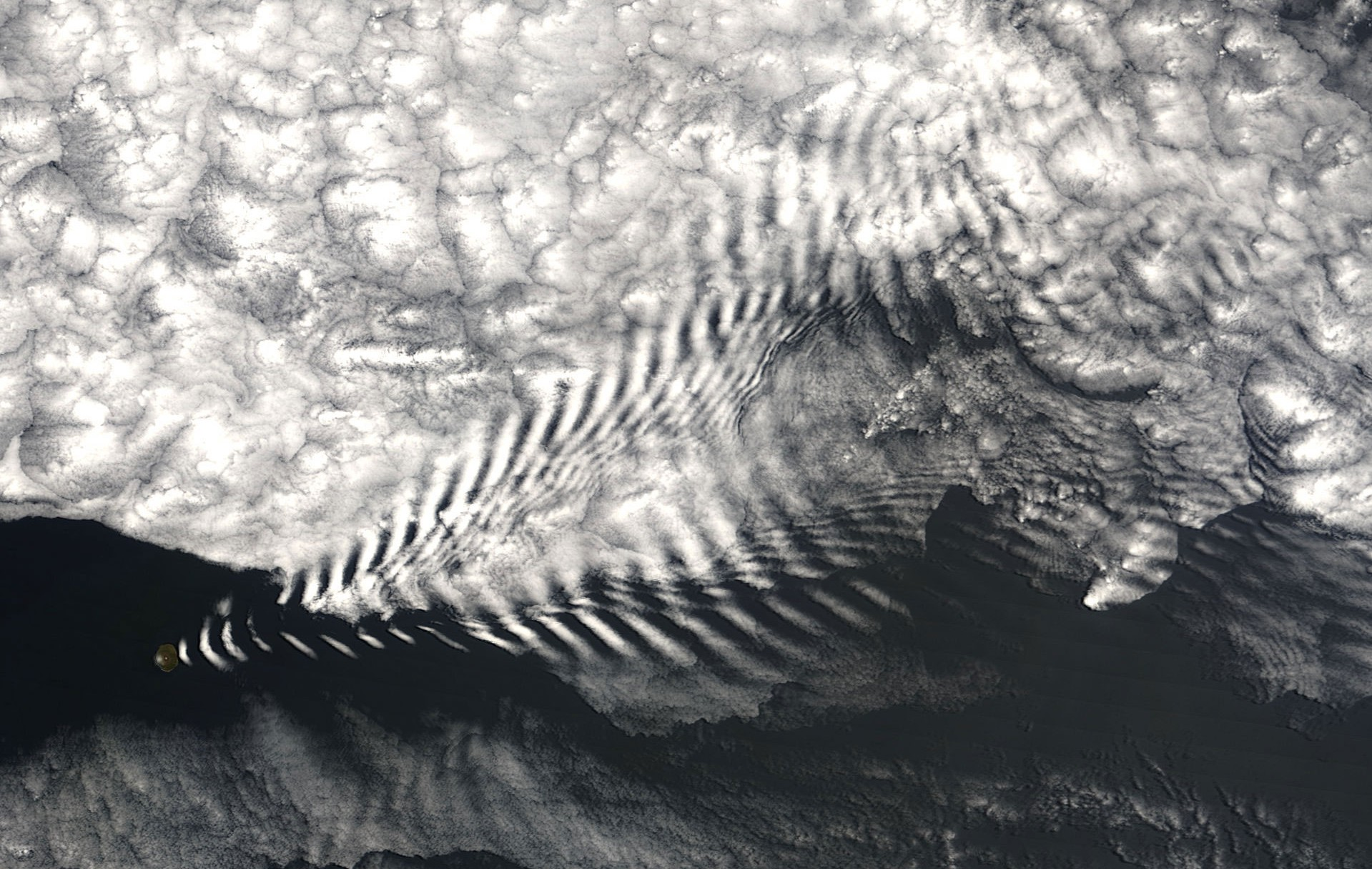
Este patrón de onda nubosa se debe al ascenso orográfico de una masa de aire por el accidente geográfico (montaña, isla), produciendo bandas alternantes de humedad condensada e invisible, y frecuentemente puede hacer llover mientras asciende por condensación.

La lluvia orográfica es la lluvia que se produce por el ascenso del aire húmedo al encontrarse con un obstáculo orográfico, como una montaña.
En su ascenso el aire se enfría hasta alcanzar el punto de saturación del vapor de agua, y una humedad relativa del 100%, que origina la lluvia.
La orografía juega un papel importante en la cantidad, intensidad, distribución espacial y duración de la precipitación. En Nueva Zelanda se dan algunas de las precipitaciones más intensas del planeta, especialmente en algunos puntos muy localizados de los llamados Alpes Neozelandeses, la mayor parte de las cuales sobre el lado de barlovento de la Isla Sur, mientras que el lado de sotavento es mucho más seco. 
En el sur de Alemania y en Suiza, un fenómeno muy conocido como el föhn se debe a la sombra orográfica de los Alpes. Cuando el viento en Baviera, en Suiza o en Austria viene del sur, la mayor parte de la humedad que contenía ha producido lluvias intensas en el lado meridional de las montañas, de forma que al descender por la vertiente septentrional (norte) que corresponde en este caso a la vertiente de sotavento, es muy seco y tiene menor capacidad calorífica, llegando al fondo de los valles o llanuras con temperaturas anómalamente altas por el calentamiento adiabático del aire. A los secadores de pelo se les llama föhn en alemán. En el oeste de los Estados Unidos se le denomina chinook, nombre indígena que hace referencia al viento del oeste después de atravesar las Montañas Rocosas cuando se calienta al bajar después de haber perdido su humedad en el ascenso por las laderas occidentales de las cordilleras.

## Áreas favorables para la presencia de lluvias orográficas
Algunas regiones montañosas en el mundo reciben una enorme cantidad de lluvias por el efecto de barlovento de muchas cordilleras o relieves elevados. Entre ellas se pueden citar:
- Laderas meridionales del Himalaya, en Asia. La población de Cherrapunji, en la India presenta el récord de mayor precipitación de todo el mundo (unos 12 metros de lluvia al año). Este monto de precipitaciones tan elevado se debe al monzón de verano, con lluvias muy intensas producidas por los vientos cargados de humedad procedentes del Océano Índico que chocan con las montañas del Himalaya.
- Noroeste de Colombia y selva de Darién, entre Colombia y Panamá. En el departamento de Chocó se han registrado más de 9.000 mm de lluvia anual.[2]
- Costa canadiense del Pacífico. La corriente cálida del Kuro-Shivo y los vientos del Oeste traen lluvias muy intensas a las laderas occidentales de las Montañas Rocosas del Canadá (Cordillera de las Cascadas).
- Costa meridional de Alaska Central (Glacier Bay)
- Vertiente suroccidental de los Andes patagónicos (repartidos entre Chile y Argentina), incluyendo las islas, en especial, la de Chiloé.
- Sur del Lago de Maracaibo y cuenca inferior del río Catatumbo.